# Campeonato Paraibano 1991
In 1991 werd het 81ste Campeonato Paraibano gespeeld voor voetbalclubs uit de Braziliaanse staat Paraíba. De competitie werd georganiseerd door de Federação Paraibana de Futebol en werd gespeeld van 7 april tot 10 november. Campinense werd kampioen. 

## Eerste toernooi
| Plaats | Club                 | Wed. | W  | G | V  | Saldo | Ptn. |
| ------ | -------------------- | ---- | -- | - | -- | ----- | ---- |
| 1.     | Auto Esporte         | 18   | 11 | 5 | 2  | 27:11 | 27   |
| 2.     | Treze                | 18   | 10 | 5 | 3  | 29:12 | 25   |
| 3.     | Nacional de Patos    | 18   | 9  | 7 | 2  | 25:8  | 25   |
| 4.     | Esporte              | 18   | 8  | 6 | 4  | 24:15 | 22   |
| 5.     | Botafogo             | 18   | 9  | 3 | 6  | 16:12 | 21   |
| 6.     | Santa Cruz           | 18   | 6  | 9 | 3  | 14:11 | 21   |
| 7.     | Campinense           | 18   | 5  | 8 | 5  | 28:19 | 18   |
| 8.     | Guarabira            | 18   | 5  | 5 | 8  | 20:21 | 15   |
| 9.     | Santos               | 18   | 1  | 2 | 15 | 8:44  | 4    |
| 10.    | Nacional de Cabedelo | 18   | 0  | 2 | 16 | 8:46  | 2    |

|  | Geplaatst voor derde toernooi, krijgt daar één bonuspunt |
|  | Geplaatst voor tweede toernooi hoofdgroep                |
|  | Geplaatst voor tweede toernooi, herkwalificatie          |

## Tweede toernooi

### Hoofdgroep
| Plaats | Club              | Wed. | W | G | V | Saldo | Ptn. |
| ------ | ----------------- | ---- | - | - | - | ----- | ---- |
| 1.     | Nacional de Patos | 10   | 4 | 4 | 2 | 13:11 | 12   |
| 2.     | Botafogo          | 10   | 3 | 6 | 1 | 11:5  | 12   |
| 3.     | Treze             | 10   | 3 | 5 | 2 | 13:13 | 11   |
| 4.     | Auto Esporte      | 10   | 4 | 2 | 4 | 7:7   | 10   |
| 5.     | Esporte           | 10   | 3 | 4 | 3 | 9:11  | 10   |
| 6.     | Santa Cruz        | 10   | 0 | 5 | 5 | 1:7   | 5    |

|  | Geplaatst voor derde toernooi, krijgt daar één bonuspunt |
|  | Geplaatst voor derde toernooi                            |

### Herkwalificatie
| Plaats | Club                 | Wed. | W | G | V | Saldo | Ptn. |
| ------ | -------------------- | ---- | - | - | - | ----- | ---- |
| 1.     | Campinense           | 6    | 6 | 0 | 0 | 21:2  | 12   |
| 2.     | Santos               | 6    | 3 | 1 | 2 | 8:8   | 7    |
| 3.     | Nacional de Cabedelo | 6    | 0 | 3 | 3 | 6:19  | 3    |
| 4.     | Guarabira            | 6    | 0 | 2 | 4 | 7:13  | 2    |

|  | Geplaatst voor derde toernooi |

## Derde toernooi
| Plaats | Club              | Wed. | W | G | V | Saldo | Ptn. |
| ------ | ----------------- | ---- | - | - | - | ----- | ---- |
| 1.     | Campinense        | 6    | 3 | 1 | 2 | 8:6   | 7    |
| 2.     | Nacional de Patos | 6    | 3 | 0 | 3 | 5:8   | 7    |
| 3.     | Auto Esporte      | 6    | 2 | 2 | 2 | 5:4   | 7    |
| 4.     | Botafogo          | 6    | 1 | 3 | 2 | 4:4   | 5    |

|  | Kampioen |

### Kampioen
| Campeonato Paraibano de 1991    |
| Paraiba                         |
| ------------------------------- |
| CAMPINENSE Kampioen (15° titel) |